# Zeche Leybank
Die Zeche Leybank ist ein ehemaliges Steinkohlenbergwerk in Mülheim-Eppinghofen. Das Bergwerk war auch unter dem Namen Zeche Laybank oder Zeche Leibank bekannt. Die Zeche hat eine über 120-jährige Geschichte. Das Bergwerk gehörte zum Herrschaftsgebiet der Herrschaft Broich.

## Geschichte

### Die Anfänge
Bereits im 17. Jahrhundert wurde der Leybänker Stollen in den Unterlagen genannt. Durch die ersten Erfolge der Zeche Sellerbeck animiert, suchten mehrere Kaufleute in der Mülheimer Gegend nach Steinkohlelagerstätten. Bald darauf wurde mit dem Bau eines Stollens in Eppinghofen begonnen. Das Stollenmundloch wurde im Teich einer ehemaligen dortigen Mühle angesetzt. Nachdem der Stollen etwa 1112 Fuß aufgefahren war, erreichte man die flözführenden Schichten. Kurz darauf fuhr man eine Hauptverwerfung an. Nachdem man die Verwerfung durchörtert hatte, stieß man auf ein Flöz, das man als Flöz Leibank bezeichnete. Das Flöz hatte eine Mächtigkeit von 24 Zoll und hatte in der Mitte einen Bergepacken aus Schieferton (Ley), nach dem das Flöz und die Zeche benannt wurden. Nachdem das Flöz in Verhieb genommen worden war, stieß man bei den Arbeiten auf das elf Lachter darunterliegende ergiebige Flöz Dickebank. Im weiteren Verlauf der Abbautätigkeiten wurde auch noch das Flöz Schrämchen aufgefunden.

### Der weitere Betrieb
Im Zeitraum zwischen Ende des 17. Jahrhunderts und 1730 betrieb die Zeche Leybank zusammen mit den Zechen Wiesche, Kinderberg und Sellerbecker Stolln den Förderstollen zur Ruhr. Im Jahr 1730 war der Große Stollen abgebaut. Im Jahr 1814 konsolidierten die Zechen Dickebank, Dickebänksgen, Bänksgen, Schrömgen, Geitling, Leybänker Bänksgen und Nettelkönig zur Zeche Leybank. Die Zechen Dickebank und Dickebänksgen waren um das Jahr 1800 und die Zeche Nettelkönig war im 18. Jahrhundert in Betrieb. Die anderen vier Bergwerke waren alle vor dem Jahr 1814 eigenständig in Betrieb. Über alle diese sieben Bergwerke wird nichts Nennenswertes berichtet. Im Jahr 1839 wurde das Bergwerk in den Unterlagen genannt, der Betrieb befand sich an der Eisenstraße. Im Jahr 1841 war das Bergwerk außer Betrieb. Am 24. November des Jahres 1844 wurde ein Längenfeld verliehen. Im Laufe der Jahre verbrach der Stollen allmählich. Die Förderung der abgebauten Kohle musste deshalb in Schächten durchgeführt werden, als Antriebe wurden Haspeln verwendet. Abgebaut wurde unter anderem im Flöz Dickebank, das Flöz war bis auf elf Lachter unterhalb der Stollensohle aufgeschlossen worden. Im Jahr 1851 war der Abbau bis auf 1000 Lachter ab dem Stollenmund erfolgt. Im Laufe des Jahres konsolidierte die Zeche Leybank mit weiteren Zechen zur Zeche Vereinigte Wiesche.

## Heutige Situation
Heute existieren keinerlei Spuren mehr von der ehemaligen Zeche Leybank. An das ehemalige Bergwerk erinnert heute die Leybankstraße in Mülheim.